# Nitrotriazolon
Nitrotriazolon ( NTO ) je heterociklični ketonski visoki eksploziv koji je prvi put identifikovan 1905. godine, ali istraživanje njegovih eksplozivnih svojstava nije sprovedeno sve do 1980-ih.  NTO trenutno koristi američka vojska u municiji, posebno neosetljivoj municiji koja zamenjuje onu napravljenu starim eksplozivom. 
Nitrotriazolon se progresivno koristi u novim eksplozivnim formulacijama, kao što je IMX-101, nova sigurnija alternativa TNT-u koju je specijalno osmislio 2010. godine BAE Sistems, gde je kombinovan sa 2,4-dinitroanizolom i nitrogvanidinom. Kao takav, NTO se nalazi u velikoj većini IMX formulacija. Picatinni Arsenal je takođe usvojio primenu NTO i DNAN u mnogim njihovim novorazvijenim neosetljivim mešavinama eksploziva, koje dele mnoge iste primene kao IMX. 

## Svojstva
Nitrotriazolon pokazuje keto-enol tautomerizam kroz reakcije prenosa protona. Keto oblik pokazuje značajno različitu stabilnost na toplotu, trenje i udar. 
Na sobnoj temperaturi, NTO je bela kristalna čvrsta supstanca sa gustinom od 1,93 g/cm³. Tehnički proizvod ima boju seladona. Topi se na približno 260 °C uz raspadanje. Slobodno rastvorljiv u vrućoj vodi, N-metilpirolidonu i etanolu. Može se kristalisati iz ovih rastvarača.
Nitrotriazolon može da formira mono ili dihidrat. 

## Priprema
NTO je prvi put napravljen 1905. godine u procesu u dva koraka. Semikarbazid hidrohlorid se kondenzuje sa mravljom kiselinom da bi se dobio 1,2,4-triazol-3-on, koji je nitriran sa azotnom kiselinom da bi se formirao nitrotriazolon. 

## Toksičnost
In vivo studije su pokazale da se nitrotriazolon apsorbuje kroz kožu i gastrointestinalni trakt. U bubrezima, NTO se razlaže na 5-amino-1,2,4-triazol-3-on, koji se podvrgava oksidativnoj denitrifikaciji i formira urazole i nitrite kod pacova. 

## Korišćenje
U vojsci SAD se puni u smeši sa nitrogvanidinom i 2,4-dinitroanizolom pod imenom IMX-101   u artiljerijskim granatama. U Francuskoj se koristi u artiljerijskim granatama pod imenom MCX-6100 u mešavini sa heksogenom i dinitroanizolom.